# Jeunesse : Les Tourments
Série
Jeunesse : Le Printemps
(2023) Jeunesse : Retour au pays
(2024)
Pour plus de détails, voir Fiche technique et Distribution.
Jeunesse : Les Tourments (chinois : 青春：苦 ; pinyin : Qīngchūn: Ku) est un film documentaire de 2024 de Wang Bing, le deuxième volet de la trilogie Jeunesse du réalisateur sur les jeunes ouvriers de l'industrie textile chinoise après Jeunesse : Le Printemps en 2023 et avant Jeunesse : Retour au pays en 2024,.

## Sujet
Des tensions apparaissent entre les travailleurs et les propriétaires d'usines dans plusieurs ateliers textiles de Zhili, bourg de la ville de Huzhou spécialisé dans la fabrication de vêtements pour enfants.

## Fiche technique
Sauf indication contraire, les informations mentionnées dans cette section peuvent être confirmées par la base de données cinématographiques IMDb,  présente dans la section « Liens externes ».
- Titre français : Jeunesse : Les Tourments[5],[6]
- Titre original : 青春：苦, Qīngchūn: Ku
- Réalisation et scénario : Wang Bing
- Montage : Dominique Auvray
- Pays de production :  Chine -  France -  Luxembourg -  Pays-Bas
- Langue originale : mandarin
- Format : Couleur
- Durée : 227 minutes
- Genre : Documentaire
- Dates de sortie :
  - Suisse : 13 août 2024 (Festival international du film de Locarno 2024)
  - France : 2 avril 2025

## Récompenses et distinctions
- Festival international du film de Locarno 2024 :  sélection dans le Concorso internazionale[7]